# 膠卷咕嚕咕嚕轉
《膠卷咕嚕咕嚕轉》（フィルムぐるぐる）是吉卜力工作室從2001年起在吉卜力美術館播放的範例動畫短片系列。

## 作品簡介
《膠卷咕嚕咕嚕轉》為吉卜力美術館裡用來示範電影膠卷連續播放效果的動畫短片系列，於常設展示室中的裡放送。
至今已接續上映過8種不同的內容片段。

## 範例片段[1]
於2001年10月1日在館內公開，長度25秒。
出現的角色是一個盛裝打扮的娃娃，內容為表現娃娃從一開始靜止不動到回轉身軀的過程中，她身上衣裳擺動的模樣。
於2001年10月1日在館內公開，長度39秒。
內容為一名男士和他的女朋友在敞篷車上與一群惡黨展開對抗的動作劇。
於2001年10月1日在館內公開，長度36秒。
片頭一開始是一隻白色小魚被一頭紅色大魚給吃掉，之後紅色大魚也被另一頭更大的魚給吃掉。連續幾次大魚吃小魚的橋段後，最後出現的是片頭一開始出現的白魚特大號，在特大號的白魚把所有魚吃掉時又慢慢變回一開始的白色小魚，接著再重複一開始白色小魚被紅色大魚吃掉的戲碼。
於2002年11月27日在館內公開，長度36秒。
為一隻水裡的章魚用它的足隻爬著水中樓梯模樣的範例短片。
於2002年11月27日在館內公開，長度12秒。
出現的角色是吉卜力動畫《神隱少女》裡的湯婆婆。片段內容為湯婆婆對著鏡頭大笑後、在她一轉身時後方頭髮裡跳出一隻小鳥對著鏡頭啾啾叫。之後小鳥躲進湯婆婆頭髮內、畫面又變回湯婆婆大笑模樣的連續重複內容。
於2002年11月27日在館內公開，長度16秒。
內容是一個名叫的火燄惡魔吃著石碳的模樣。
作品裡的火燄惡魔造型有改用在2004年吉卜力動畫《霍爾的移動城堡》裡的角色火魔卡西法上。
於2007年4月18日在館內公開，長度82秒。
背景在一個奇異世界裡，沙堆上一群綠色顆粒聚合組成一個叫的生物。一邊吃著叫作的黑色蟲子、一邊變化成了像是蚯蚓模樣的。而產生的排泄物也在土堆裡變成了植物，最後在花中產生的果實，落到土堆裡又變回原來一開始聚合成的綠色顆粒。
於2008年11月17日在館內公開，長度164秒，為此系列中最長的一篇。
劇情為在古時海底有一隻從泡沫演化成的小魚，被一隻大魚給盯上。那條小魚為了保命衝上陸地演化成青蛙，但原先海底的大魚也衝上陸地演化成更大的青蛙，之後小青蛙再演化成草食恐龍，而對方也跟著演化成肉食恐龍。之後在不斷追逐的演化過程中，原先海底的小魚演化成一名男士走進了山路裡逃過一劫，並在山上遇見了一名女子。最後男士向女子示好，並將送給女子的花朵給變成了結婚禮服。

## 製作人員
- 導演・分鏡：宮崎駿
- 原畫：田中敦子
- 動畫師：土岐弥生
- 色彩指定：保田道世
- 音效製作人：（日本樂團Clammbon成員）

## 其它
此系列作品一開始都是無聲音效果的默劇短片，直至2005年3月才配上音樂。